# زعترية
الزعترية (الاسم العلمي: Thymus)، جنس حشرات من غشائيات الأجنحة وفصيلة الدنفصيات.